# ولادمیر پوپوویچ (بازیکن فوتبال، زاده ۱۹۳۵)
ولادمیر پوپوویچ (انگلیسی: Vladica Popović؛ زادهٔ ۱۷ مارس ۱۹۳۵ - درگذشته ۱۰ اوت ۲۰۲۰) بازیکن فوتبال اهل یوگسلاوی بود.
از باشگاه‌هایی که در آن بازی کرده‌است می‌توان به باشگاه فوتبال اشتوتگارت و باشگاه فوتبال ستاره سرخ بلگراد اشاره کرد.
وی همچنین در تیم ملی فوتبال یوگسلاوی بازی کرده‌است.
وی در مسابقات کشوری و بین‌المللی در مجموع برندهٔ ۱ مدال نقره شده‌است.